# Piacere
Il piacere è un sentimento o un'esperienza, più o meno durevole, che corrisponde alla percezione di una condizione positiva, fisica o psicologica, proveniente dall'organismo. È considerato uno stato di contenuto opposto al dolore che può essere di breve durata o cronico. Con il masochismo i due sentimenti contrastanti vengono associati tramite la ricerca del piacere attraverso il dolore.
È un concetto presente universalmente nella filosofia, nella psicologia e nella psichiatria. Nel corso della storia i filosofi ne hanno formulato definizioni e concezioni molto diverse.

## Il piacere nella filosofia nell'età classica
Il piacere è stato un oggetto di studio primario nella filosofia antica. Si possono schematizzare le tre grandi correnti di pensiero nel dibattito filosofico, in epoca classica, proprio in rapporto alle diverse conclusioni che in ambito morale avevano rispetto al piacere. Cioè al valore che queste attribuivano al piacere in rapporto al significato e scopo della vita umana. Le tre scuole di pensiero sul piacere - che occupano il dibattito sul senso della vita in epoca precristiana - sono l'epicureismo, lo stoicismo e la Scuola cinica. Vi sono forti punti di contatto e sovrapposizioni anche tra queste visioni diverse. A queste si può aggiunge la visione platonica (o socratico- platonica) che pone l'accento sulla conoscenza e sulla costruzione di una idea di piacere astratta e intellettuale. In linea di massima, lo stoicismo prescrive un atteggiamento di vita improntato al disinteresse nei confronti del piacere e del dolore, sottolineando una loro irrilevanza per il benessere dell'individuo, o comunque il loro non essere dotati di valore in sé. L'epicureismo è invece la corrente che in vari gradi e forme considera il piacere come uno scopo dell'esistenza umana e dotato di valore in sé. Il cinismo pone in maggiore evidenza il legame consequenziale tra piacere e dolore, la loro origine mentale e il loro legame con l'eccessivo interesse umano per le realtà puramente materiali. 

### Intellettualismo etico
Socrate che sosteneva che, dal punto di vista morale, unica causa possibile del male fosse l'ignoranza del bene «So invece che commettere ingiustizia e disobbedire a chi è migliore di noi, dio o uomo, è cosa brutta e cattiva. Perciò davanti ai mali che so essere mali non temerò e non fuggirò mai quelli che non so se siano anche beni.»: una volta conosciuto il bene, non è possibile astenersi dall'agire moralmente realizzando il bene, che è "piacevole" in quanto genera la eudemonia, la serenità dell'animo. Il male, dunque, lo si attua perché, per ignoranza, lo si scambia con il bene, che, tuttavia, non può essere stabilito a priori una volta per tutte, ma deve essere oggetto di una ininterrotta ricerca, da effettuare confrontandosi con gli altri tramite il dialogo.
Per Socrate dunque il piacere si identifica con la virtù. Presupposto di essa è la conoscenza del bene, che quindi è necessaria al piacere. 
Il principio sarà assunto integralmente da Platone, il cui concetto di bene è integrato da un atteggiamento di fede religiosa e coincide con Dio. Platone considera il piacere in senso esclusivamente morale, ovvero è interessato a una qualità astratta del piacere. Egli scrive in  che ve ne sono di tre tipi, il più alto è quello legato alla spiritualità, il secondo al conseguimento degli onori, il terzo alla ricchezza.. I piaceri del corpo sono quindi (teoricamente) del tutto banditi dall'orizzonte platonico. I piaceri più alti sono legati alla parte divina dell'anima umana (come parte dell'Anima del Mondo) che aspira al bene assoluto come bello-buono .

### Cirenaici
Per i filosofi cirenaici la prospettiva era diversa da quelle considerate e assai più radicale, perché il concetto di piacere viene ricondotto sempre direttamente alla corporeità in senso dinamico, come ricerca e percorso verso il piacere. Per essi, quindi, il piacere fisico è il bene. Diogene Laerzio evidenzia il piacere nell'opinione dei cirenaici definendolo "movimento calmo" nel senso di "dolce", mentre il dolore gli si contrappone come "movimento aspro" e tormentoso . Aristippo (435 - 366 a.C.) era un personaggio molto disinvolto e anticonvenzionale che «Godeva il piacere dei beni presenti, ma rinunziava ad affaticarsi per il godimento di beni non presenti» . Una concezione questa del piacere che si troverà compiutamente la sua espressione più tardi, in opere letterarie romane, specialmente in Orazio con il suo celebre carpe diem , traducibile in "cogli il giorno"  e spesso liberamente tradotta in "cogli l'attimo". Viene di norma citata in questa forma abbreviata, anche se sarebbe opportuno completarla con il seguito del verso oraziano: "quam minimum credula postero" ("confidando il meno possibile nel domani"). È un invito  a godere ogni giorno dei beni offerti dalla vita, dato che il futuro non è prevedibile, da intendersi non come invito alla ricerca del piacere, ma ad apprezzare ciò che si ha. Si tratta di una delle filosofie di vita più diffuse nella cultura popolare e non ma anche di una delle più fraintese nel senso di godere la vita senza alcuna remora e indugio morale.

### Aristotele
Aristotele nella sua Etica Nicomachea si preoccupa di distinguere il bene conseguibile con il piacere dal sommo bene (divino) che si ottiene solo con la meditazione e la virtù di una condotta corretta. Per Aristotele il piacere è «l'atto di un abito conforme a natura», cioè è qualcosa che caratterizza un'attività che abbia portato a compimento le potenzialità che conteneva, il soggetto così può sperimentare una realtà piacevole tenendo presente che ogni attività genera un piacere proprio.  . Se vi sono attività cattive anche i piaceri saranno cattivi, ma «il sommo bene può essere un piacere, anche  se la maggior parte dei piaceri possono trovarsi a essere assolutamente cattivi» . Distingue nettamente cioè il piacere dal bene, e ammette - diversamente da Socrate - che il piacere può essere considerato anche come concetto a sé stante, non-etico o non-morale. I piaceri inoltre fanno riferimento alla sfera dell'utile.
I piaceri del corpo sono quindi utili, ma devono essere "moderati" da una virtuosa temperanza, sia per ragioni di moralità che di utilità poiché «chi è vizioso lo è perché ricerca l'eccesso» . L'eccesso nella ricerca dell'utile o del piacere, cioè, porta al suo opposto. Da notare la differenza tra questa idea e quella degli stoici o dei platonici secondo cui anche una piccola ricerca del piacere terreno porta come conseguenza una quota di dolore o un danno da evitare. La natura umana secondo Aristotele dovrebbe conformarsi al concetto di Sommo Bene, aspirare cioè al bene superiore ad altri, il che fa riferimento al divino e lo implica. Infatti (riprendendo il concetto di piacere come "movimento" dei Cirenaici, ma in senso critico) egli scrive ancora: 

#### Il dibattito sul piacere nell'Accademia platonica
Conosciamo in base alla testimonianza di Aristotele il contrasto all'interno dell'Accademia (387 a.C.) tra i filosofi Speusippo e Eudosso, quest'ultimo a noi noto soprattutto come astronomo, riguardo all'argomento del piacere. Mentre Speusippo negava che per il saggio la ricerca del piacere potesse rappresentare un fine accettabile dell'agire, Eudosso osservava che il piacere è naturalmente ambito da tutti gli animali. È molto probabile che la discussione, che riprendeva il tema del piacere presente nelle etiche aristoteliche a proposito dei tre tipi di vita (di cui una è appunto quella dedita al piacere), riportasse l’opinione del giovane Aristotele in seno a questo dibattito, al quale partecipava anche Platone .

### Epicuro
Con Epicuro (342a.C.-270a.C.) tema specifico del piacere posto dai Cirenaici subisce un mutamento rilevante. Se per questi esso veniva posto come obiettivo dinamico, nel senso della ricerca e del conseguimento del piacere stesso (potremmo dire un "andare" verso di esso) per Epicuro il piacere è aponìa, assenza di dolore. Va ricordato che l'autosufficienza, un tema caro ad Aristippo nel senso del sapere vivere senza il bisogno degli altri, viene ripreso da Epicuro piuttosto nel senso di non dipendere dai desideri e di eliminarli per quanto possibile. Sapersi accontentare di ciò che si ha e non desiderare il superfluo è uno dei principi fondanti dell'etica epicurea. L'eliminazione del desiderio è un obiettivo primario che si accompagna alla frugalità: «Un grande bene è l'autosufficienza, non perché basti il poco, ma perché quando non si ha il molto è opportuno accontentarsi del poco... I cibi poveri danno lo stesso piacere di quelli ricchi quando si sia eliminata la sofferenza che deriva dal bisogno [del di più].» 
Per Epicuro un altro mezzo assai efficace per conseguire l'aponìa è costituito dal tenersi lontani dalla vita pubblica, soprattutto dalla politica, e inoltre dall'eliminazione nel proprio vivere quotidiano di tutte le possibili cause di turbamento inutile. La socialità non è affatto negata, ma si concentra sui rapporti umani implicanti il sentimento dell'amicizia: «Di tutti i beni ottenibili con la saggezza per raggiungere la felicità il maggiore è l'amicizia.» 
Nella prospettiva epicurea la filosofia diventa occupazione privilegiata, piacevole poiché porta a conoscere ciò che è utile (tranquillità, amicizia, consapevolezza)  e ciò che va eliminato (preoccupazioni, bisogni superflui, paura della morte). Egli scrive: «Nessun giovane indugi nel fare filosofia, né se ne stanchi quando sarà da vecchio, non si è mai troppo giovani né troppo vecchi per conseguire la salute dell'anima».

## Il piacere dal Medioevo al Rinascimento
Posizioni intellettualiste si trovano anche nel pensiero cristiano, come in Tommaso d'Aquino; a esse, tuttavia, si contrappongono le correnti del volontarismo etico, che afferma la superiorità della volontà e degli elementi sentimentali ed emotivi come, per esempio, in Blaise Pascal, con la teorizzazione dell'esprit de finesse («spirito di finezza»), prevalente sull'intelletto e sulle facoltà razionali).
In epoca medievale cristiana il dibattito morale sulla relazione tra piacere e significato della vita umana, che costituiva l'oggetto principale della filosofia antica, sembra scomparire, con l'eccezione di figure come Ildegarda di Bingen (1098 – 1179), suora benedettina, scrittrice, mistica e teologa tedesca.
(Ildegarda di Bingen, Liber causae et curae, a cura di Paul Kaiser, Lipsia, Teubner, 1903, pp. 69-76)
Per il resto la concezione cristiana del piacere si rifà alla tendenza ascetica del platonismo e dal neoplatonismo secondo un'ottica di disinteresse e condanna dei piaceri corporei come fonte di peccato e di esaltazione invece della castità. 
Movimenti ereticali nel corso del XIII secolo mitigarono questa visione di rigido ascetismo quando prevalse  nella Scolastica tra il XII e il XIV secolo la dottrina aristotelica.  
Il tema del piacere, confinato al pensiero pagano, torna a essere oggetto d'indagine filosofica solo nell'Umanesimo con Lorenzo Valla (1405-1447) che esalta il piacere come unico movente dell'azione umana  opponendosi fermamente alla morale stoica e all'ascetismo medievale, sostenendo la possibilità di conciliare il Cristianesimo, ricondotto alla sua presunta originarietà, con l'edonismo, recuperando così il senso del pensiero di Epicuro e Lucrezio, che avevano sottolineato come tutta la vita dell'uomo sia fondamentalmente volta al piacere, inteso non come istintività, ma come calcolo dei vantaggi e svantaggi conseguenti a ogni azione. Così anche Bernardino Telesio (1509-1588)  pensa che l'animale uomo consideri bene supremo la sua stessa conservazione fisica. L'etica quindi consiste nel giudicare bene tutto ciò che favorisce la propria conservazione, male tutto quello che la ostacola. Il bene sarà quindi riscontrabile nel piacere, il male nel dolore.

## Il piacere nell'età moderna
L'esaltazione del piacere nella sua configurazione materiale, come piena espressione nel naturalismo rinascimentale, si ritrova  nel pensiero di Pierre Gassendi (1592-1655), di Michel de Montaigne (1533-1592) e di Thomas Hobbes (1588-1679) mentre l'intellettualismo etico di tipo platonico si ritrova in Baruch Spinoza (1632-1677) nella sua Ethica more geometrico demonstrata e nel De intellectus emendatione. 
A fondamento di un'etica materialistica è la concezione del piacere nell'illuminismo con Julien Offray de La Mettrie, Claude-Adrien Helvétius e Paul Henri Thiry d'Holbach e, come principio ispiratore di un'etica sociale, nell'utilitarismo di Jeremy Bentham e John Stuart Mill.

## Il piacere nell'età contemporanea
Il concetto del piacere nell'età contemporanea appare connesso alla teoria dell'inconscio su cui si era esercitato il pensiero in chiave pessimista di Schopenhauer e in una visione vitalistica e antiplatonica nella concezione di Nietzsche. Nella sua teoria delle pulsioni Sigmund Freud inserisce il piacere come elemento portante della psicoanalisi . Un'interpretazione filosofica, anche in contrasto con Freud, si sviluppa con Herbert Marcuse  che sostiene che l'eros, represso dalla cultura occidentale, alla fine, in unione con il progresso tecnologico, porterà alla liberazione sociale e individuale dell'uomo.

## Descrizione fisica del piacere
Un'analisi fisiologica del piacere è stata condotta da David Linden, docente di Neuroscienze alla Johns Hopkins University  studioso dei fenomeni fisiologici e psichici legati al piacere, che sostiene che «Numerosi studi hanno dimostrato ormai che esiste un’unità neuronale che lega il vizio alla virtù»  per cui quando si soddisfano bisogni di qualsiasi natura, anche quelli potenzialmente nocivi, si generano processi di origine chimica dovuti all'apparato cerebrale che rilascia la dopamina, un neurotrasmettitore che procura la sensazione del piacere. In particolare interviene in questi casi il sistema di ricompensa che è un gruppo di strutture neurali responsabili della motivazione, dell'apprendimento associativo, e delle emozioni positive, in particolare quelle che coinvolgono il piacere come componente fondamentale (per esempio gioia, euforia ed estasi) 
La sensazione di piacere può essere generata per un certo tempo dal consumo di droghe come l'eroina o di altri oppiacei che attivano artificiosamente il "sistema di ricompensa" provocando l'assuefazione a queste sostanze. La nozione di piacere è diversa da quella di serenità, beatitudine, felicità che indicano una condizione duratura e equilibrata accompagnata dalla produzione di serotonina e non di dopamina.